# Comuna Ciorești, Nisporeni
Comuna Ciorești este o comună din raionul Nisporeni, Republica Moldova. Este formată din satele Ciorești (sat-reședință) și Vulcănești. 
Ciorești este un sat pitoresc situat în raionul Nisporeni, Republica Moldova. Amplasat într-o zonă deluroasă și verde, satul oferă peisaje naturale fermecătoare, cu păduri și vii întinse, specifice regiunii viticole ale Moldovei.
Localitatea are o istorie bogată, cu tradiții și obiceiuri păstrate din generație în generație. Majoritatea locuitorilor se ocupă cu agricultura, în special cu cultivarea viței-de-vie, fiind o zonă recunoscută pentru producerea vinurilor de calitate.
Satul Ciorești este o localitate situată în raionul Nisporeni, în partea central-vestică a Republicii Moldova. Acesta se află la aproximativ 19 km de orașul Nisporeni și la circa 64 km de capitala Chișinău.
Geografie: Ciorești este așezat într-o zonă deluroasă, cu peisaje pitorești, specifice regiunii Codrilor. Relieful variat oferă terenuri fertile pentru agricultură.
Economie: Satul este cunoscut pentru agricultura sa dezvoltată, în special pentru cultivarea viței-de-vie, livezilor și culturilor cerealiere. De asemenea, există mici afaceri locale și gospodării care practică zootehnia.
Infrastructură: Satul dispune de o școală, grădiniță, biserică, cămin cultural și puncte comerciale locale.
Atracții și aspecte culturale:
Biserica din sat este un important loc de cult pentru comunitate, unde se desfășoară principalele evenimente religioase.
Tradiții și obiceiuri: Locuitorii păstrează obiceiurile populare moldovenești, cum ar fi sărbătorile de iarnă cu colinde, hramul satului și festivalurile locale.
Peisaje și natură: Fiind situat într-o zonă cu păduri și dealuri, satul oferă un mediu natural ideal pentru drumeții și recreere în aer liber.
Istoric:
Satul are o istorie veche, fiind menționat în documente istorice din perioada medievală. De-a lungul timpului, Ciorești a fost influențat de diverse evenimente istorice care au marcat Republica Moldova.

## Demografie
În ceea ce privește structura etnică, la recensământul din 2004, satul Ciorești avea 3.363 de locuitori, dintre care 99,46% erau moldoveni, 0,33% ruși, 0,15% ucraineni, 0,03% bulgari și 0,03% romi.
În același an, la nivelul întregii comune Ciorești, compoziția etnică era următoarea: 76,37% moldoveni, 23,07% romi, 0,37% ruși, 0,15% ucraineni și 0,02% bulgari.

Conform datelor recensământului din 2014, comuna are o populație de 3.430 de locuitori. La recensământul din 2004 erau 4.587 de locuitori.

## Administrație și politică
Componența Consiliului local Ciorești (13 consilieri), ales la 5 noiembrie 2023, este următoarea:
|  | Partid                                       | Consilieri | Componență | Componență | Componență | Componență | Componență | Componență | Componență |
|  | -------------------------------------------- | ---------- | ---------- | ---------- | ---------- | ---------- | ---------- | ---------- | ---------- |
|  | Partidul Liberal Democrat din Moldova        | 7          |            |            |            |            |            |            |            |
|  | Partidul Social Democrat European            | 2          |            |            |            |            |            |            |            |
|  | Partidul Acțiune și Solidaritate             | 2          |            |            |            |            |            |            |            |
|  | Partidul Socialiștilor din Republica Moldova | 1          |            |            |            |            |            |            |            |
|  | Candidat independent IULIAN CRÎȘMARU         | 1          |            |            |            |            |            |            |            |